# Palacio Estévez

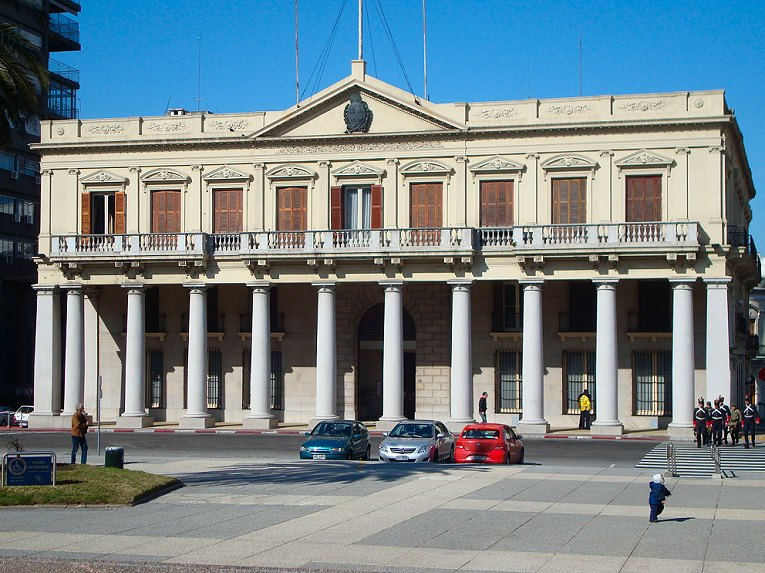
Palacio Estévez (2010)

Der Palacio Estévez, auch als Casa de Gobierno "Edificio Independencia" bezeichnet, ist ein Bauwerk in der uruguayischen Landeshauptstadt Montevideo.
Das Gebäude, über dessen Errichtungszeitpunkt keine genauen Angaben vorhanden sind, befindet sich in der Ciudad Vieja an der Plaza Independencia 776 sowie den Straßen Florida, San José und Ciudadela. Informationen über den Architekten liegen nicht vor, als Urheber des Bauprojekts wird Edouard Manuel de Castel genannt. Am ursprünglich als Wohn- und Geschäftshaus für den Geschäftsmann Francisco Estéves konzipierten Gebäude wurden in den Jahren 1875 und 1987 jeweils bauliche Eingriffe vorgenommen. Für erstere zeichnete Ingenieur Juan Alberto Capurro, für letztere Architekt Enrique Benech verantwortlich. Während der Regierungszeit Lorenzo Latorres wurde der Palacio Estévez vom Staat erworben. Mittlerweile dient er als Regierungssitz. Im Obergeschoss ist ein Museum untergebracht. Das acht Meter hohe, zweistöckige, einen zentralen Innenhof umschließende Gebäude umfasst eine Grundfläche von 274 m².
Seit 1975 ist der Palacio Estévez als Monumento Histórico Nacional klassifiziert.